# Wanquan He
Wanquan He är ett vattendrag i Kina. Det ligger i provinsen Hainan, i den södra delen av landet, omkring 100 kilometer söder om provinshuvudstaden Haikou.
Genomsnittlig årsnederbörd är 2 298 millimeter. Den regnigaste månaden är september, med i genomsnitt 397 mm nederbörd, och den torraste är januari, med 27 mm nederbörd.